# Štikov (Slavíkov)
Štikov (německy Stikow) je malá vesnice, část obce Slavíkov v okrese Havlíčkův Brod. Nachází se asi 2 km na jihozápad od Slavíkova. V roce 2009 zde bylo evidováno 15 adres. V roce 2001 zde trvale žil jeden obyvatel
Štikov leží v katastrálním území Slavíkov u Chotěboře o výměře 5,3 km2.
Vesnice téměř zanikla kvůli postupující těžbě v přilehlém lomu. Posledních několik stavení zachránilo rozšíření ochranného pásma památné Štikovské lípy. Okolí lípy je upraveno jako vyhlídkový park, nechybí parkoviště, lavičky, přístřešek, kamenný stůl, informační tabule a starý křížek. Sráz do kamenolomu je oplocen, opatřen lavičkami s výhledem na západ.

## Galerie

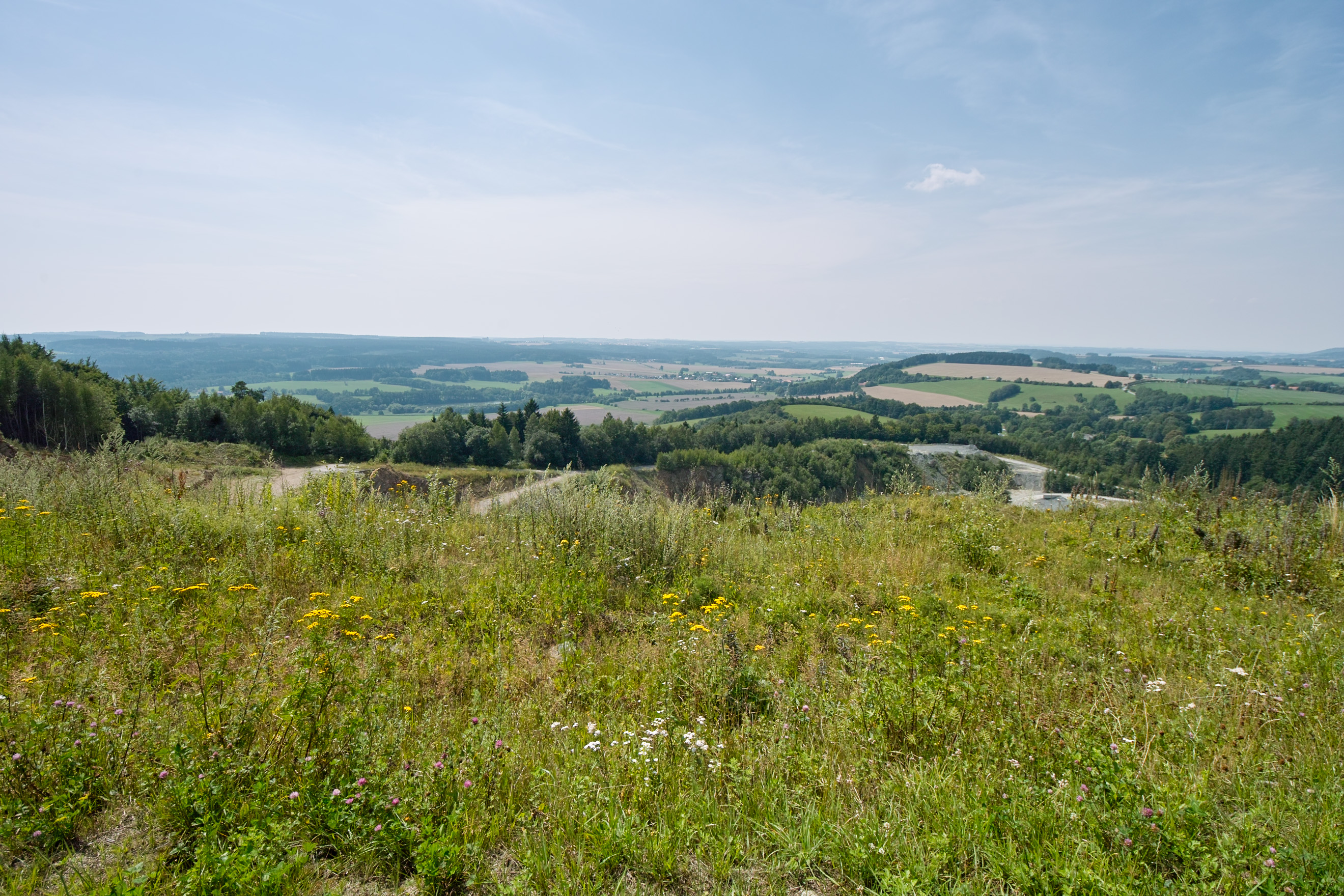
vyhlídka
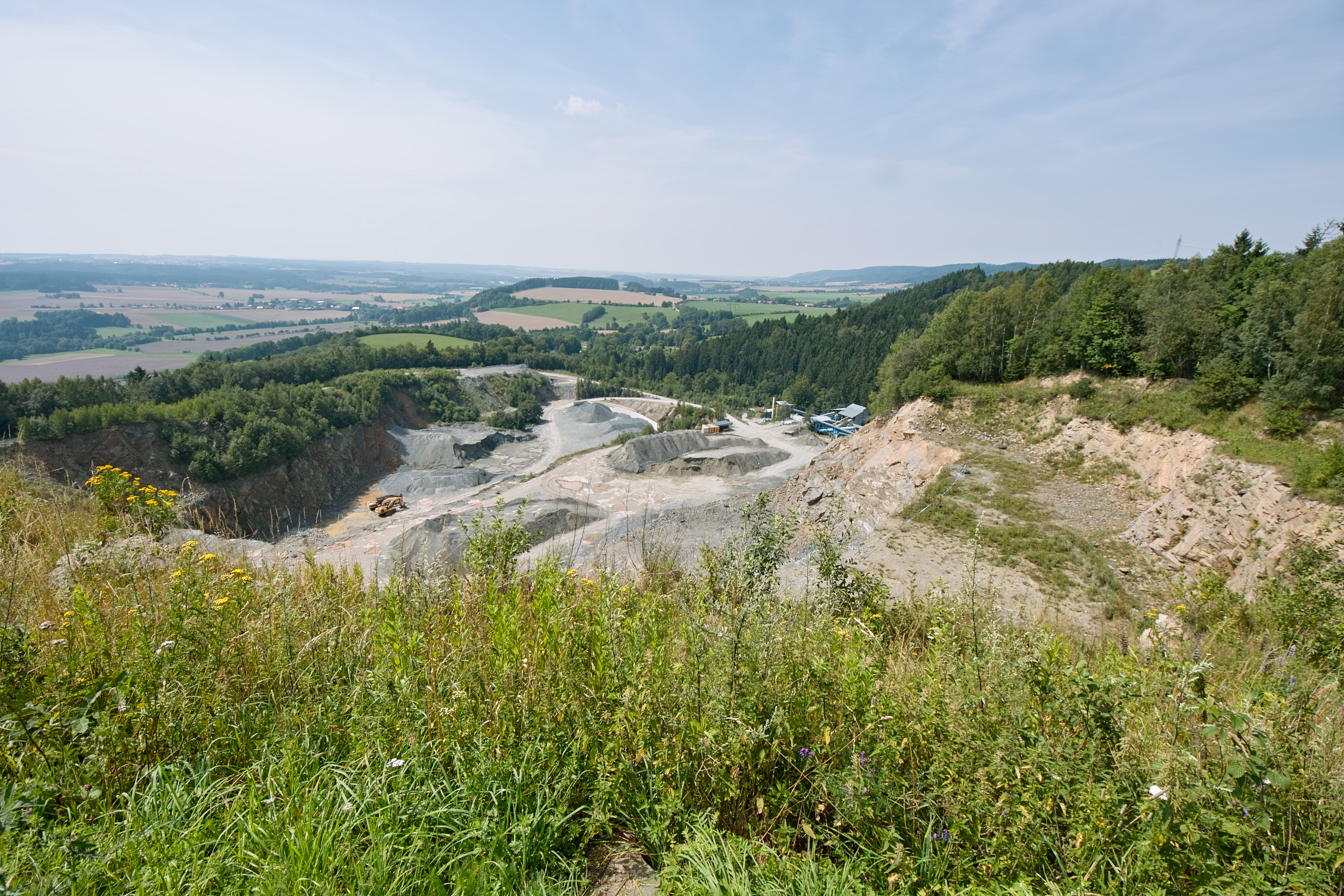
lom z vyhlídky